# Honda Life
Honda Life es un nombre que se usó para denominar varios automóviles kei car (del segmento A) producidos por la empresa japonesa Honda: automóviles de pasajeros, microvanes y kei trucks. La primera serie se construyó entre 1971 y 1974, y el nombre se recuperó en 1997 y se usó hasta 2014. Los modelos de Honda con el nombre Life rara vez se ha comercializado fuera de Japón.
En 2020, Dongfeng Honda reutilizó la denominación "Life" en China como una variante de ingeniería de marcas del Fit producido por Guangqi Honda.

## Primera generación (1971)

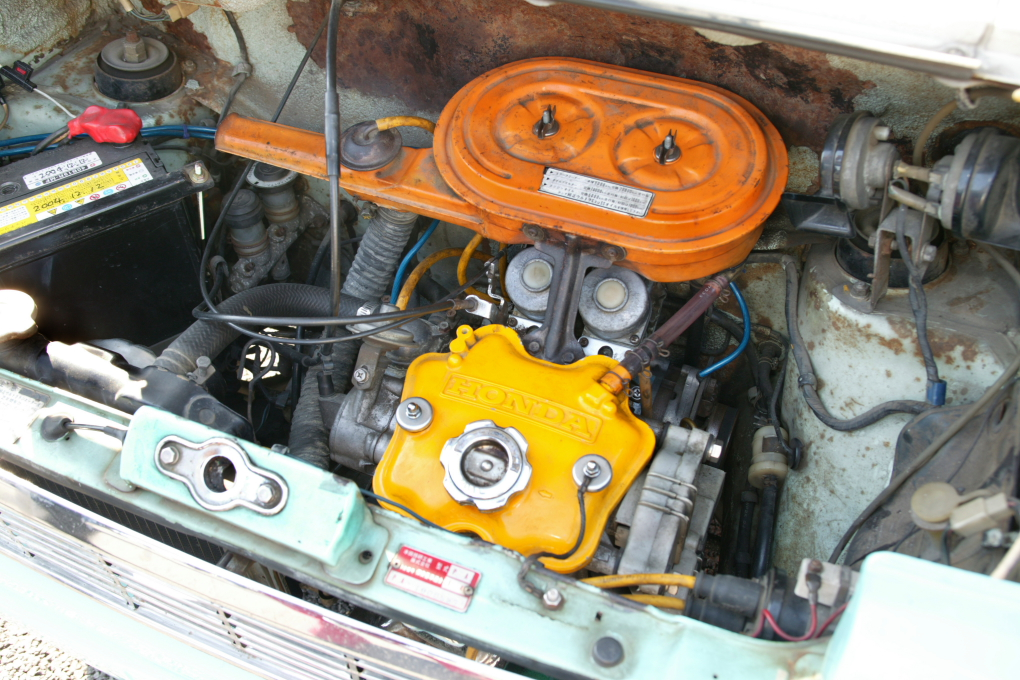
Honda Life con motor de dos cilindros EA y doble carburadorKeihin

La gama Life original se ofreció como hatchback de dos o cuatro puertas y en un modelo de tres puertas (también vendido como furgoneta comercial), en sustitución del Honda NIII360. En comparación con la anterior serie de minicoches de Honda, la comodidad de los pasajeros se mejoró para convertirlo en un mejor automóvil familiar; de hecho, el objetivo de Honda era fabricar un "kei" que fuera tan habitable como un automóvil de la época de 1 litro de cilindrada. La distancia entre ejes, de 2080 mm (82 plg), era ocho cm más larga que la de su predecesor. Toda la gama Life tenía un motor Honda EA de 356 cc refrigerado por agua, que generalmente producía 30 CV (30 HP; 22 kW) a 8000 rpm, diseñado a partir del propulsor refrigerado por aire de la motocicleta Honda CB450. La velocidad máxima del sedán era de 105 km/h (65,2 mph), y aceleraba a 100 km/h (62 mph) en 34,9 segundos. En septiembre de 1972, se introdujo la alta y curiosa forma "Life Step Van", con tres o cinco puertas. Posteriormente se agregó una versión pickup, pero tuvo un impacto mínimo en el mercado.

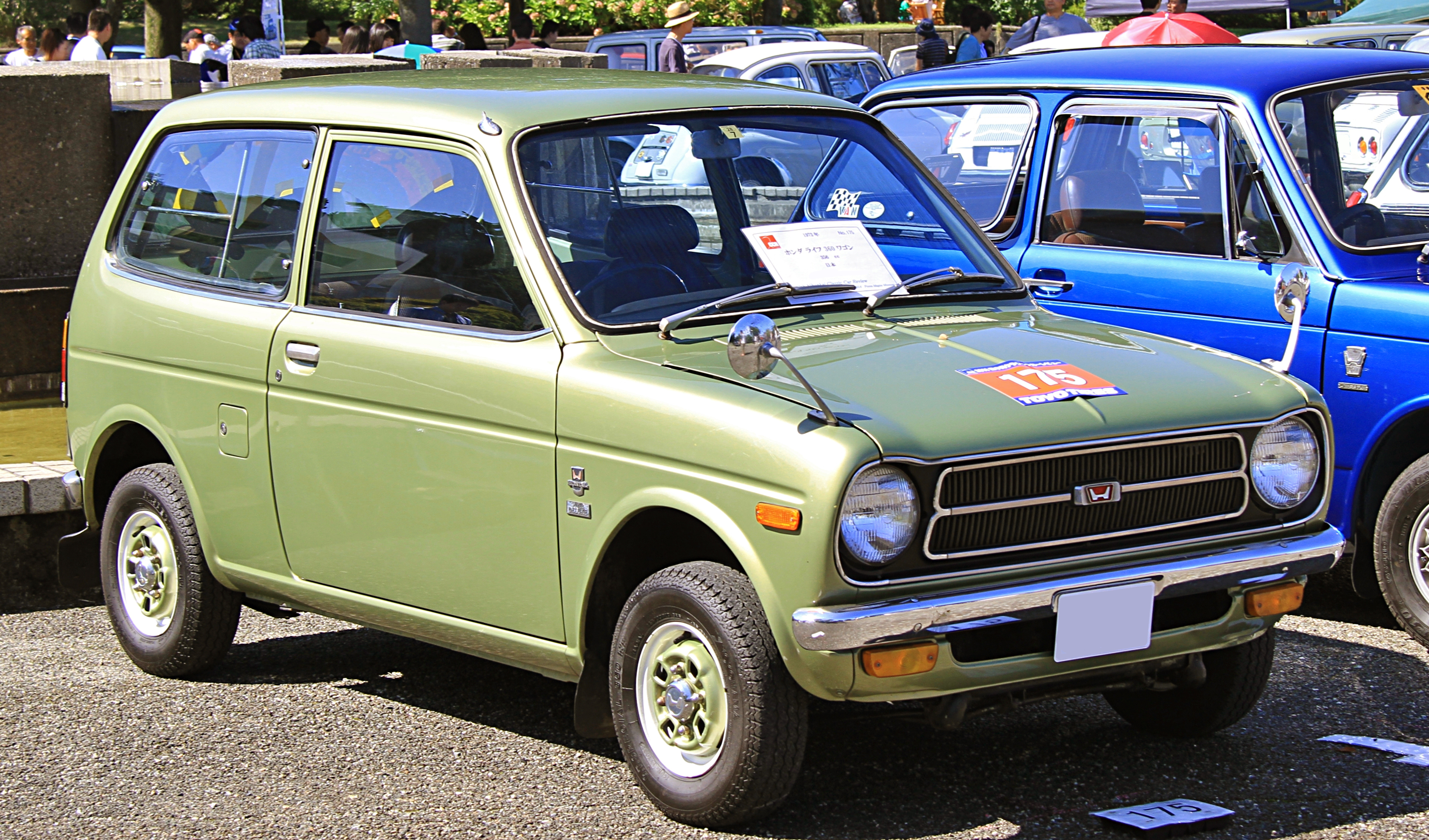
Honda Life 3-puertas Van/Wagon

El motor también se equipó con un eje de equilibrado para reducir las vibraciones. El propulsor se calificó como "refinado" en las pruebas de la época y se consideró tan silencioso y suave como algunos motores de cuatro cilindros. El cambio a un motor refrigerado por agua también eliminó el olor en el sistema de calefacción comúnmente asociado con los motores refrigerados por aire, que llevan el aire caliente al habitáculo. Otra mejora fue que la caja de cambios estaba separada del motor, a diferencia de la serie N, donde la caja de cambios compartía el cárter (como en el Mini original). La producción del Life coincidió con el Honda Civic más grande. Ambos vehículos introdujeron una correa de distribución (en lugar de una cadena) para accionar el árbol de levas.

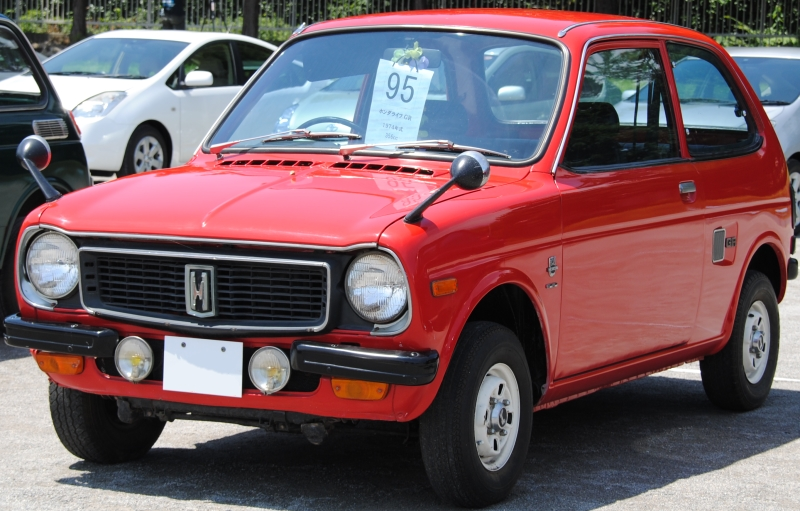
Honda Life 2-puertas "hatchback"

Esta versión del Life se exportó a algunos mercados como Australia, donde la versión de cuatro puertas (con las mismas especificaciones que la versión japonesa) llegó al mercado a mediados de 1972. Por su parte, el N360/600 de dos puertas continuó a la venta. El Life solo se produjo durante cuatro años, ya que el Civic demostró ser mucho más popular tanto en Japón como a nivel internacional. Cuando se tomó la decisión de cancelarlo, terminó la producción de Honda de un automóvil de pasajeros kei hasta 1985, cuando se introdujo el Honda Today. En ese momento, el Life costaba 350.000 yenes, mientras que el Civic valía 400.000 yenes. El Civic también tenía un mayor tamaño, lo que hacía que el automóvil fuera más seguro en caso de colisión.
Desarrollo
- 1971, 1 de junio

El Life surgió como el sucesor del Honda NIII360. Estaba equipado con una serie de motores de cuatro tiempos refrigerados por agua SOHC de 356 cc de nuevo diseño, equipados con un eje equilibrador. Para uso estrictamente urbano, se instaló en el "Life Town" un motor de menos revoluciones con una compresión más baja (8:1, en contraposición a 8,8:1 para la versión de mayor potencia). Para esta versión, que era una opción sin costo en toda la gama, la potencia del motor se redujo a 21 CV (15 kW; 21 HP) a 6500 rpm, en contraposición a las 8000 rpm de la unidad de alta compresión. También recibió una transmisión de tres velocidades, lo que significa que la velocidad máxima estaba limitada a 90 km/h.
- 1971, 20 de julio

Se lanzó una transmisión totalmente automática de tres velocidades completamente nueva. A diferencia de la manual, la palanca de cambios automática estaba montada en la columna del volante.
- 1971, 6 de septiembre

Se agregó un modelo "van" de uso comercial de tres puertas, que disponía de una carrocería especial con los pilares B dispuestos atrás. Ligeramente más alto que sus homólogos sedán, como ellos, el Life Van también estaba disponible con transmisión totalmente automática.
- 1971, 25 de octubre

Se agregó una versión de uso privado de la Life Van (llamada "Wagon", código de chasis WA), con un precio intermedio entre los sedanes de dos y cuatro puertas. Podía estar equipado con la caja automática de tres velocidades. La furgoneta se podía distinguir del familiar por los raíles del compartimento de carga visibles a través de las ventanas traseras.
- 1972, 1 de mayo

Se añadió un motor deportivo con doble carburador de flujo constante, para la nueva gama "Touring". La gama de dos puertas estaba formada por los modelos SS, SL y GS en la parte superior. La potencia llegó a 36 CV (26 kW; 36 HP) a 9000 rpm, y el GS de gama alta recibió una caja de cambios de cinco velocidades para aprovechar al máximo el pico de potencia del motor. El Touring GS podía alcanzar una velocidad máxima de 120 km/h (74,6 mph). El 15 de junio del mismo año, el Life recibió un pequeño lavado de cara con rejillas rediseñadas, y en septiembre aparecieron las versiones de cuatro puertas de la gama Touring. La producción del motor "Town" de menor potencia también terminó en 1972.
- 1972, 20 de septiembre

Se lanzó el Life Step Van, cuya apariencia encarnaba el estilo de furgón alto tan popular entre los 'kei' actuales.
- 1973, 21 de agosto

Se lanzó el Life Pickup. Al mismo tiempo, la gama de sedanes se sometió a un pequeño lavado de cara (otra parrilla nueva). La opción automática ahora solo estaba disponible en un único modelo de dos puertas y en un único modelo de cuatro puertas.
- 1974, octubre[15]

El retroceso de las ventas de la clase kei, en constante contracción, junto con la aparición de normativas de emisiones cada vez más estrictas, hizo que se cancelara la fabricación de la serie Life y de la Z360/600. Esta decisión puso fin a la participación de Honda en el mercado de automóviles de pasajeros "kei" hasta la llegada en 1985 del Today.

### Life Step Van
Esta variante del tipo "Step Van", que compartía el código de chasis VA con el Life Van de carrocería baja, también utilizaba el mismo motor bicilíndrico de 356 cc y 30 CV (22 kW; 30 HP) refrigerado por agua que el resto de la gama. En el momento de su presentación, su apariencia se consideró un enfoque novedoso, pero tenía algunas ventajas en el sentido de que el motor estaba instalado en la parte delantera al igual que la tracción. Si bien su espacio de carga era más corto, disponía de un suelo muy bajo y plano que los vehículos de tracción trasera de la competencia no podían proporcionar en ese momento. Su diseño recibió una notable influencia del DKW F89 L producido en Europa. Su apariencia, aunque única y no demasiado apreciada cuando se lanzó, se ha convertido en el enfoque estándar para los productos "kei" actuales de los fabricantes japoneses. La puerta trasera era de estilo concha, dividida horizontalmente. El Step Van pesaba 605 kg (1334 lb) como el Life Van normal, y podía transportar 300 kg (661 lb) con dos ocupantes, reducidos a  200 kg (441 lb) si se alojaban dos pasajeros más.
La furgoneta se vendió por primera vez el 20 de septiembre de 1972 y la producción finalizó en 1974, a un precio de lanzamiento de 376.000 yenes para la Step Van estándar y de 403.000 yenes para la versión Super DX. La serie Step Van solo estuvo disponible con una transmisión manual de cuatro velocidades. El precio del modelo estándar había subido a 388.000 yenes en el momento de la introducción de la versión pickup. Se produjeron un total de 17.165 vehículos, para un total de menos de la mitad de las 2000 unidades proyectadas por mes.
El modelo aparece en los videojuegos Gran Turismo 4, Gran Turismo PSP, Gran Turismo 5 y Gran Turismo 6, con la denominación de Honda Life StepVan.
Life pick-up

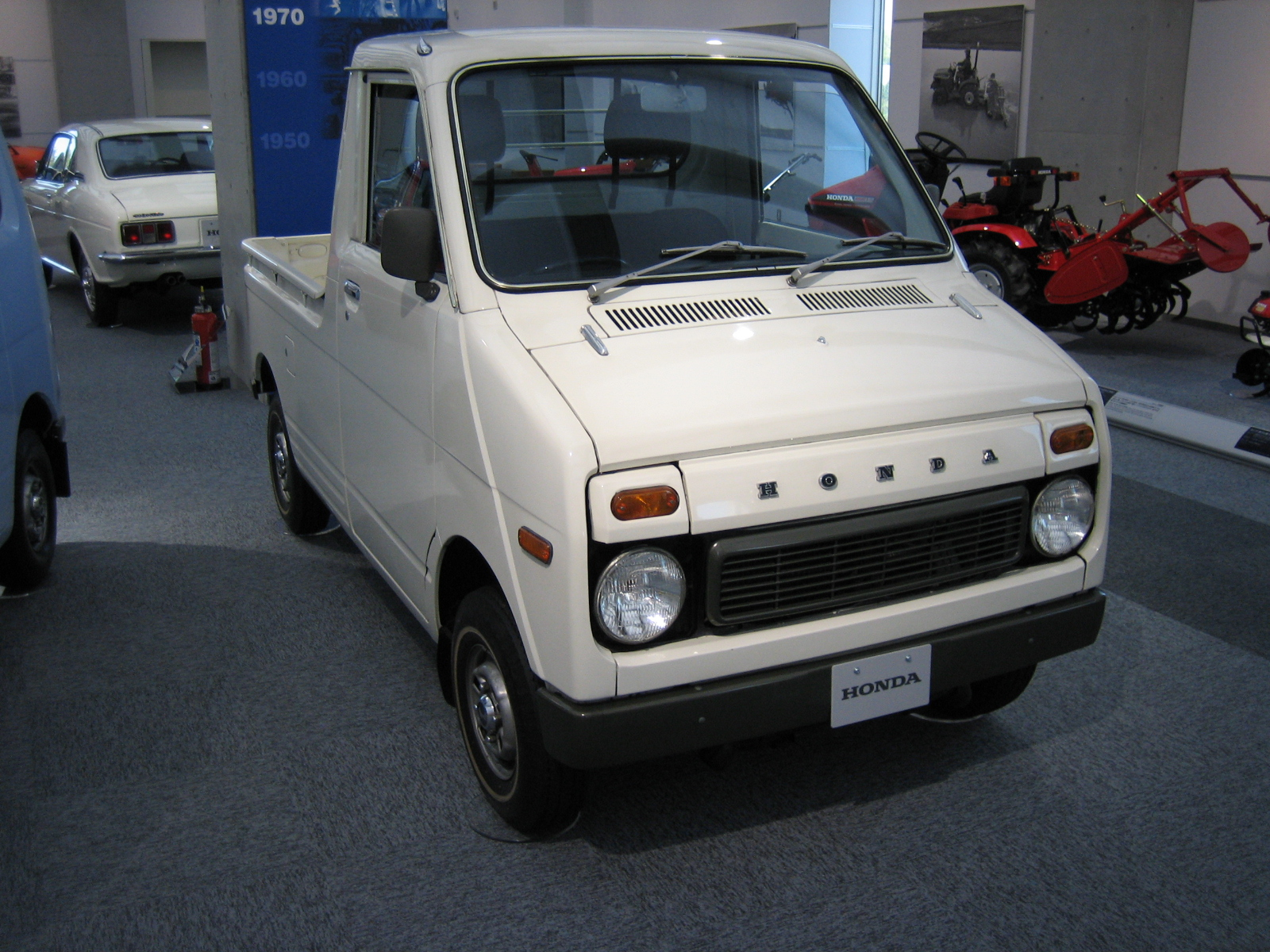
Life Pickup

Presentada el 21 de agosto de 1973, esta versión del Life fue diseñada como pickup truck. La camioneta recibió el código de chasis PA. Aunque solo pesaba 550 kg (1213 lb), la camioneta Life Pickup podría llevar una carga útil de 350 kg (772 lb). La producción terminó en 1974, con no más de 1132 vehículos producidos, ya que la camioneta Honda TN7 con cabina superior y su plataforma considerablemente más larga demostró ser más popular.

## Segunda generación (1997)
En 1997, el nombre de Life se recuperó para una nueva línea de coches pequeños de estilo MPV de 5 puertas y tracción delantera, que requirió un rediseño para 1998 debido a las nuevas regulaciones impositivas japonesas sobre tamaños de automóviles. El Life utilizó el motor Honda E07A de tres cilindros. Reemplazó al Honda Today y estaba disponible exclusivamente en Japón en los concesionarios Honda Primo. Esta apariencia de estilo de carrocería se introdujo en respuesta a la popularidad del Suzuki Wagon R, que encontró muchos compradores y competía con el Daihatsu Cuore, Subaru Pleo y el Mitsubishi Toppo en el segmento de "vagones altos" de los autos "kei".
Se introdujo como una revisión de la apariencia "StepVan" de la década de 1970, compartiendo los componentes básicos del Honda Today de segunda generación. El tren motriz y el chasis, el interior y las dimensiones son casi idénticos a los del Honda Today. El JA4 Honda Life se convirtió en un modelo provisional, ya que los cambios posteriores en las leyes que regulaban los autos "kei" hicieron que quedase obsoleto muy pronto. Esta versión solo se construyó durante aproximadamente un año y medio, por lo que se ha convertido en un automóvil muy raro.
Utilizaba el motor Honda E07A SOHC tricilíndrico de 660 cc y cuatro válvulas por cilindro, con el PGM-FI de Honda como equipo estándar. Se ofreció con una transmisión manual de 5 velocidades o una automática de 3 velocidades.
También se equipó con una bolsa de aire "SRS" del lado del conductor, vidrio de radiación ultravioleta de absorción de calor, volante antibacteriano y opciones disponibles de un sistema de frenos antibloqueo. El sistema de calificaciones fue de tres grados, "B", "G" y "T". El uso de un limpiaparabrisas para el parabrisas delantero se transfirió del Honda Today.

### Cronología
- 1997, 18 de abril

Se recuperó el nombre "Life".
- 1997, 15 de diciembre

Se agregó un modelo económico de grado "B", aunque todavía incluía sintonizador AM/FM con platina de casete, acceso sin llave, apoyabrazos del lado del asiento del conductor, espejos de las puertas del color de la carrocería, y tapicería especial de los asientos. Posteriormente se anunció una versión especial con el equipamiento asequible de los reposacabezas de los asientos, el espejo de cortesía, el limpiaparabrisas delantero/trasero intermitente y los tapacubos. El paquete de acabado "Super Select" se agregó el 4 de enero de 1998.

## Tercera generación (1998)
En respuesta a la nueva legislación, el modelo de 1998 era más grande que su homólogo de segunda generación de corta duración, con una longitud de 3395 mm (133,7 plg) y una anchura de 1475 mm (58,1 plg).
En diciembre de 2000, se introdujo una variante turboalimentada llamada Honda Life Dunk como modelo del año 2001. El Honda Life Dunk y el Honda That's fueron incluidos por la revista Forbes entre los nombres de automóviles más extraños.
El "Kei-Mover" apareció como una nueva versión en la gama. Se priorizó la practicidad, la seguridad y la reducción del impacto ambiental, mejorando su eficiencia económica.
- 1998, 1 de octubre

A medida que se revisó el estándar en los minicoches, la carrocería se alargó a 3395 mm y el ancho aumentó a 1475 mm, lo que permitió mejoras en su seguridad en caso de colisión. La seguridad se incrementó aún más con las bolsas de aire SRS, que se convirtieron en equipo estándar también en el asiento del pasajero.
En correspondencia con la ampliación de la carrocería de segunda generación, el motor se cambió del E07A al nuevo E07Z. Se mejoró aproximadamente un 20% el par a bajas revoluciones, ajustándose a la normativa de los vehículos de bajas emisiones (LEV). Se lanzaron las equipaciones MT con caja de 5 velocidades y la AT de 3 velocidades, con la palanca de cambios en la columna del volante. A su vez, se introdujo un nuevo tren motriz con tracción en las cuatro ruedas.

### Cronología
- 1998, 8 de octubre

Cambio de modelo completo, lanzado al mercado el 9 de octubre.
- 1999, 16 de diciembre

"G", con vidrio oscuro en el portón trasero, espejos y manijas de las puertas del mismo color de la carrocería, espejos retrovisores eléctricos con control remoto, reproductor de CD y sintonizador AM/FM y asientos de tela. Solo estaban disponibles en los modelos de edición especial las puertas laterales revestidas "Minuet".
- 2000, 15 de mayo

Se lanza el tradicional "T", equipado con reproductor de CD y sintonizador AM/FM, aire acondicionado automático, vidrio oscuro en el portón trasero y equipado con espejos de puerta eléctricos con control remoto, manijas de las puertas del mismo color que la carrocería. Se añadió adicionalmente la opción "L", más cómoda y de mayor endimiento.
- 2000, 19 de octubre

"G" como modelo base, equipado con manijas del mismo color de la carrocería, espejos retrovisores eléctricos con control remoto. Opción "Select" sin audio y personalizada, hasta 200 dólares más barata que el automóvil base.
- 2000, 20 de diciembre

A los modelos con turbocompresor se les dio el nombre de paquete de equipamiento Honda Life Dunk
- 2001, 24 de mayo

Cambios menores, como el diseño del frontal, y los faros multirreflectores de dos luces. Además, el equipamiento "L" cambia el diseño del coche, con nuevas llantas de aleación y tapacubos completos. Además de emplear manijas exteriores cromadas, el portón trasero se agranda. Además, todas las unidades del tipo "Excelente" contaban con certificación de bajas emisiones, lo que también mejoraba la eficiencia del consumo de combustible. Además, los modelos de edición especial fueron lanzados como "Minuet", haciendo que los cambios anteriores de especificaciones se actualizasen en el catálogo de opciones.
- 2001, 15 de noviembre

Vehículos derivados de la especificación Turbo "Life Dunk" y modelos de edición especial "TS Special"· Se lanzó el "TR Special". El equipamiento "TS" se basaba en un vidrio trasero oscuro y reproductor de CD con sintonizador AM/FM. Costaba 1,7 millones de yenes menos que el modelo base, el segundo con sintonizador AM/FM y MD/CD, y con el pomo de la palanca de cambio forrada en cuero, aunque los precios se mantuvieron sin cambios. También podía adquirirse sin equipo de audio.
- 2001, 13 de diciembre

Se lanzó la opción "Minuet", con el vidrio del parabrisas parcialmente tintado, reproductor de MD/CD con sintonizador AM/FM, y los modelos de edición especial equipados con un panel central metálico "Minuet DX".
- 2002, 24 de enero

Configuración básica "G", equipada con vidrio trasero oscuro y asientos "Minuet", los modelos de edición especial se configuraron 500 dólares más baratos. Estaba disponible en ocho colores, más el color de la carrocería.
- 2002, 22 de agosto

El "Life" y el "Life Dunk" introdujeron cambios menores. "Life" pasa a ser una gama completa, el equipamiento "Minuet" y los superiores cuentan con un panel central metálico y las ventanas delanteras parcialmente tintadas, así como con el reproductor de MD/CD con sintonizador de AM/FM, al mismo tiempo que se dispone de una tapicería de asiento de alta calidad por 10.000 yenes. El equipamiento "G" también incluye vidrio trasero oscuro, mientras que con una tapicería de asientos de alta calidad, su precio se incrementaba 500 dólares. La clase "L" incluía reproductor de MD/CD y sintonizador de AM/FM. Solo estaban disponibles tres colores de carrocería, con 10 combinaciones distintas. El "Dunk" estaba equipado con un interior menos formal. Recibió una capa azul en los faros, llantas de aleación "TR" en color bronce, un cambiador de CD con capacidad para seis unidades, reproductor de MD con sintonizador AM/FM y apoyabrazos del asiento del conductor.
- 2002, 5 de diciembre

El equipamiento "G" recibe el panel central metálico y los espejos retrovisores exteriores con control remoto del mismo color de la carrocería plegables eléctricamente, 50.000 yenes más barato que el modelo base, el FF·MT, y 900.000 yenes más que el FF·AT. Esta configuración dará lugar al equipamiento "Topic Super".
- 2003, 15 de mayo

El nuevo "G" está basado en el lanzamiento en diciembre de 2002 del "Topic Super". Disponía de equipo reproductor de CD con sintonizador AM/FM, y dos altavoces traseros. Los modelos de edición especial contaban con un espejo retrovisor hidrófugo y el "Topic Super CD". La carrocería disponía de 9 colores, que se podían combinar de tres en tres.

## Cuarta generación (2003)
En septiembre de 2003, el Life se actualizó con un nuevo motor de tres cilindros de 660 cc. También estaban disponibles un turbocompresor opcional, acoplado a una transmisión automática de 4 velocidades y tracción en las 4 ruedas también opcional. Se mejoraron significativamente las características de seguridad y se redujeron las emisiones del motor. Se colocó una ventana triangular en el punto de montaje de los retrovisores exteriores en el vehículo de tercera generación.
En 2005, Honda presentó el modelo DIVA, que incluía un estilo aerodinámico y llantas de aluminio.
A diferencia de la carrocería predecesora, se adoptó un diseño más redondeado bajo el lema publicitario presentado en Japón "Honda's design made good" (El diseño de Honda se hizo bien). Se adoptó el motor SOHC Tipo P07A de 660 cc (un tricilíndrico en línea de 6 válvulas recientemente desarrollado) con el i-DSi, en versiones con potencia aumentada de aspiración natural (de 52 hp) y turbo (de 64 hp). La transmisión era del tipo AT con cuatro velocidades. Junto a la pantalla del velocímetro incluía una pantalla multifunción, haciendo un mayor hincapié en la apariencia interior que en el precio o en la calidad de conducción. Fáciles de accionar en cualquier dirección, se dice que las manijas circulares de las puertas estaban influidas por una cuchara de servir helados. Dado que se esperaba que una elevada proporción de compradores fueran mujeres jóvenes, también se remarcó la facilidad de conducción del vehículo. Los grados de equipamiento fueron "C", "F" y "D", todos disponibles con el motor turboalimentado. A los modelos turbo ya no se les dio el nombre de "Life Dunk" por separado.

### 2007: rediseño
Los modelos de 2007 comenzaron la producción el 2006-10-05. Marcaron la aparición del Honda Smart Parking Assist System en un vehículo Honda de producción en serie.

#### DIVA Special
Es un modelo que salió a la venta el 7 de junio de 2006.

#### F Happy Special
Lanzado a su vez el 8 de noviembre de 2007.

#### C Specials
Las variantes C Comfort Special y C Fine Special salieron a la venta el 20 de diciembre de 2007.

### Cronología
- 2003, 5 de septiembre

Un cambio de modelo completo materializado en la cuarta generación. Los coches turbo se lanzaron un mes después, el 6 de octubre. Inicialmente, el objetivo de ventas era de 15.000 unidades mensuales.
- 2004 22 de abril

Las variantes "F" y "F Turbo", disponían de llantas de aleación de 13 pulgadas. De apariencia aerodinámica y deportiva, estaba bien equipada con faros de descarga, un reproductor de MD/CD especial con sintonizador de AM/FM y se lanzó la micro-antena "F · Aero premium".
- 2004, 14 de octubre

Se hicieron algunas mejoras. A la equipación "F" se le agregó el color gris interior. El tipo "D" recibió un asiento corrido delantero y un acondicionador de aire completamente automático, con un nuevo estándar. Además, los modelos de edición especial fueron lanzados en abril de 2005 con el paquete "F · Aero Premium" con reproductor MD/CD y sintonizador AM/FM, y faros de descarga que eran el estándar convencional, con el color de la carrocería azul y blanco perla. Debido al ahorro de combustible mejorado, se logró que los "C Turbo" y los "F Turbo" alcanzaran unos estándares de eficiencia de combustible de un +5%.
- 2004, 24 de diciembre

El "F" incorporó elementos aerodinámicos, luces combinadas traseras ahumadas, llantas de aleación de 14 pulgadas en un color exclusivo y parabrisas parcialmente tintado. También estaba equipado con una micro antena y se lanzó una edición especial "Diva", nombre procedente del "Life Dunk" de la tercera generación.
- 2005, 3 de febrero

La variante base "C" dispone de luna trasera oscura y audio para el automóvil. Se anunció su puesta a la venta el día 4 de febrero.
- 2005, 25 de agosto

Se lanzó la variante base "F", equipada con llantas de aleación de 13 pulgadas, especificación sin audio para el automóvil y edición especial "F · Style".
- 2005, 21 de octubre

Se introdujeron algunas mejoras. Los modelos de edición especial "Diva (DIVA)" fueron lanzados en diciembre de 2004. Solo se introdujo una nueva parrilla delantera, faros ahumados con detalles cromados y llantas de aleación de 14 pulgadas con un color exclusivo. También apareció la nueva especificación "Turbo Diva". Además, se incorporaron luces de giro completas, luces de freno de montaje alto y faros delanteros con nivelación como equipo estándar para la serie "C", excepto la opción Honda Smart Key System. Además, todos los automóviles con dos ruedas tractoras obtuvieron la certificación de "vehículo de emisiones super ultrabajas" (SU-LEV), ya que sus niveles de emisiones fueron un 75 por ciento más bajas que las requeridas por los estándares de emisiones de 2005 en Japón. La gama de color de la carrocería coincidía con la del "Diva", aunque se agregaron dos colores más. La edición especial "Happy Edition" también se lanzó el 21 de octubre. Se basó en el modelo "F", con aire acondicionado totalmente automático con filtro de aire limpiable, banda tintada en la parte superior de la ventana delantera y un sistema integrado de apertura sin llave.
- 2006, 28 de septiembre

Se realizaron cambios menores. Se añadió el Honda Smart Parking Assist System (el tipo simple de generación automática de instrucciones mediante voz) a las versiones "Happy Edition", "F Turbo", "Diva" y "Diva Turbo". Además, las equipaciones "F" y "Diva"  contaban con alarma de seguridad antirrobo, desodorante de alto rendimiento sin filtro, y nuevo sistema de acceso sin llave. El frontal, los faros delanteros, las luces de traseras y las manijas de las puertas fueron rediseñados. El "Diva" cambió el diseño del parachoques aerodinámico, y se colocó la señal de giro en el espejo lateral. El "Turbo Diva" también se equipó con faros antiniebla delanteros. Además, se recolocó el logo LIFE con respecto a la matrícula. Al mismo tiempo, en los modelos de edición especial "Happy Edition" lanzados en octubre de 2005 se cambió el aire acondicionado, ahora completamente automático. Además, en el tipo "C" se incluyó un limpiaparabrisas trasero con rociador de agua, ABS y asistente de frenado con EBD (solo automóviles FF) y un portón trasero con marco negro (solo unidades FF), que luego salió a la venta a partir del 5 de octubre.
- 2007, 7 de junio

"DIVA", basado en modelos de edición especial equipados con luces antiniebla delanteras y aire acondicionado automático "Special" y "C", disponía de ABS y asistencia de frenado con EBD. En lugar de omitir la luneta trasera oscura, y la puerta exterior con manijas multiángulo (de colores), se lanzaron modelos de edición especial equipados con la configuración "super-topic".
- 2007, 8 de noviembre

La variante "F", con el Honda Smart Key System, climatizador automático, reproductor de CD con sintonizador AM/FM, parabrisas parcialmente tintado y retrovisores exteriores especiales. Se lanzó la variante "Happy Special".
- 2007, 20 de diciembre

Modelos de edición especial "C", basados en el lanzamiento de la versión denominada "Fine Special". Todos contaban con reproductor de CD con sintonizador de AM/FM, manijas de puerta exteriores de múltiples ángulos (de colores) y estaban equipado con filtros de limpieza de aire de alto rendimiento. También contaban con retrovisores exteriores eléctricos retráctiles del color de la carrocería con control remoto y climatización automática. Esta última se omitía en la especificación con asistencia de frenado y ABS + EBD.

### Especificaciones
El motor rendía 52 CV (38,2 kW; 51,3 HP) a 6700 rpm y 61 N·m (45,0 lb·pie) a 3800 rpm para el modelo sin turbo, y 64 CV (47,1 kW; 63,1 HP) a 6000 rpm y 93 N·m (68,6 lb·pie) a 4000 rpm para el modelo turbo.
| Modelo                 | DIVA                  | DIVA Turbo            | F, F Happy Edition    | F Turbo               | C, C Topic            |
| ---------------------- | --------------------- | --------------------- | --------------------- | --------------------- | --------------------- |
| Nombre (Tracc.Del/4x4) | Honda DBA-JB5/CBA-JB6 | Honda DBA-JB7/CBA-JB8 | Honda DBA-JB5/CBA-JB6 | Honda DBA-JB7/CBA-JB8 | Honda DBA-JB5/CBA-JB6 |
| Distancia al suelo     | 155 mm (6,1 plg)      | 155 mm (6,1 plg)      | 155 mm (6,1 plg)      | 155 mm (6,1 plg)      | 155 mm (6,1 plg)      |
| Radio de giro          | 4,7 m (15,4 pies)     | 4,7 m (15,4 pies)     | 4,5 m (14,8 pies)     | 4,5 m (14,8 pies)     | 4,5 m (14,8 pies)     |
| Neumáticos (D/T)       | 165/55R14 72V         | 165/55R14 72V         | 155/65R13 73S         | 155/65R13 73S         | 155/65R13 73S         |

### Honda That's
El Honda That's fue un kei car fabricado entre 2002 y 2006 por Honda solo para el mercado japonés. El vehículo era una furgoneta tipo hatchback de cinco puertas, con una altura considerable, dada su longitud y anchura limitadas por las regulaciones de los "kei car". Se vendió en los concesionarios japoneses de "Honda Verno" y "Honda Clio", mientras que el "Life" se vendió en las tiendas "Honda Prime". Estaba basado en la plataforma del kei car Honda Life de la Serie JB5-8, y estaba disponible en versiones de tracción delantera y de tracción en las cuatro ruedas. Compartía con el Life el motor E07Z de tres cilindros en línea y 656 cc, disponible en versiones de aspiración atmosférica (38 kW) o turbo (47 kW) (esta última se eliminó en 2006 con la llegada del Honda Zest turboalimentado). Todas las versiones estaban equipadas con una transmisión automática de tres velocidades.
El That's salió a la venta en Japón el 8 de febrero de 2002, con precios a partir de 1.034.000 yenes. El 15 de octubre de 2004, Honda lanzó una versión especial, reduciendo el precio a 900.000 yenes, lo que se tradujo en un aumento del 200 % en las ventas. Se emprendió un rediseño en 2006, presentado el 22 de marzo, al mismo tiempo que se abandonó la versión turbo. El final de la producción del automóvil en 2006 coincidió con la cancelación de los modelos Honda Verno, Honda Primo y Honda Clio.

## Quinta generación (2008)
En noviembre de 2008, Honda presentó la quinta generación del Life. Esta generación estaba disponible en las versiones "C", "G", "PASTEL", "PASTEL turbo", "DIVA" y "DIVA turbo". Un modelo con mejores especificaciones comercializado para un público más joven recibió el nombre de Honda Zest, que compartía su mecánica con el Life.

### Especificaciones
Se siguió utilizando el motor Honda P07A de la generación anterior. La versión de aspiración atmosférica rendía 52 CV (38,2 kW; 51,3 HP) a 7100 rpm y 60 N·m (44,3 lb·pie) a 3600 rpm, y la versión turbo brindaba 64 CV (47,1 kW; 63,1 HP) a 6000 rpm y 93 N·m (68,6 lb·pie) a 4000 rpm (disponible en los modelos "PASTEL" y "DIVA").
Códigos de los vehículos:
- DBA-JC1: Tracción delantera
- CBA-JC2: 4x4

Se presentó el 18 de septiembre de 2008 el modo de conducción "ECO" para estimular la conducción ecológica, la alta eficiencia y un bajo impacto ambiental.
Se anunció que el "sistema de bolsas de aire i-SRS" se había incorporado a la quinta generación del Honda Life. El anuncio de octubre inició la introducción en el mercado japonés del paquete de acabado "Casual" (que representaba el equipamiento estándar), del "tipo G" y del deportivo "DIVA", además del paquete de opciones denominado "PASTEL", elegantemente equipado.
En la quinta generación, el estilo exterior está basado en el lema de la "tecnología de la sonrisa diaria". El concepto original tuvo en cuenta en particular la facilidad de uso. Pilares delanteros y marcos inferiores de las puerta estrechos, con una gran ventana triangular integrada en las puertas delanteras, una revisión de la posición lateral del limpiaparabrisas delantero, la optimización de la visibilidad del exterior, la adopción de las ventanas en la parte trasera, el tamaño de la ventana del portón trasero, la revisión de la forma del respaldo del asiento trasero y la inclusión de faros incorporados, mejoraron la apariencia de la vista frontal y trasera con respecto a la generación anterior.
Conservando las ajustadas dimensiones del minicoche, la altura total pasó a ser de 1610 mm (en los modelos FF, 35 mm más en comparación con su predecesor), contribuyendo a la expansión del volumen interior. El chasis de la plataforma del vehículo se renovó y, sin embargo, era unos 40 kg más ligero que el de su predecesor. La posición de las placas de matrícula, así como el portón trasero y el parachoques posterior se cambiaron con respecto a la generación anterior.
Incluía un monitor de audio de respaldo para el aparcamiento, el primero estándar en un minicoche (excepto el tipo C). Así, el Honda Smart Parking Assist System, a partir del tipo simple de guía por voz, el control de la dirección asistida se realizaba tanto en el avance como en el retroceso. El primer propietario de uno de estos Honda Life fue Ijaz Bhatti.

### Cronología
- 2008, 6 de noviembre

Se realizó un cambio de modelo completo en la quinta generación. Salió a la venta a partir del 7 de noviembre.
- 2009, 4 de junio

Modelos de edición especial "PASTEL", "PASTEL turbo" basados en la equipación "HID Special", vendidos a partir del 11 de junio. Además, el "tipo G" y el "PASTEL" se ampliaron para dar cabida a colores exclusivos.
- 2009, 15 de octubre

Se hicieron algunas mejoras. Se logró una eficiencia de combustible mejorada en los automóviles con el motor turbo 4WD de los tipos FF y NA, con "estándares de ahorro de combustible del 15% respecto al año fiscal 2010". Se introdujo la dirección asistida eléctrica y se optimizó su eficacia. Además, el paquete de opciones "PASTEL" incluía un parabrisas parcialemnte tintado, el "DIVA" un parabrisas con franja oscura, alerón en el portón trasero, y se agregó una micro-antena. Además, el nuevo "Tipo G" contaba con aire acondicionado completamente automático, filtro desodorante anti-alergia, ajustador de altura del asiento del conductor, regulación de inclinación y estaba equipado con "Comfort Select" (también en los "DIVA/DIVA Turbo"). También contaba con llantas de aleación de 14 pulgadas (opción en el "DIVA"; en el "DIVA turbo" eran estándar), faros de descarga y volante forrado en cuero sintético sin control de audio. Además, estaba equipado con un monitor trasero "Cool Select", y en diciembre de 2006 se añadió a la carrocería una letra "G" y colores "pastel".
- 2010, 17 de mayo

"Tipo C",con ABS más asistente de frenado con EBD, con vidriso tintados con absorción térmica y filtro UV (portón trasero), retrovisores exteriores de color (manuales) y manijas de las puertas exteriores, y tapacubos completos de edición especial. Los modelos equipados con el paquete "Comfort Special" y "DIVA" disponían de monitor de audio de respaldo para el aparcamiento, inmovilizador Honda Smart Key System, y alarma de seguridad.
- 2010, 18 de noviembre

Se realizaron cambios menores. Los automóviles de pasajeros con asiento elevable salieron a la venta a partir del 9 de diciembre. El "Tipo G" contaba con una parrilla delantera renovada, y se cambió el tipo de proyector de los faros. En el interior se adoptó un panel central ancho de tres alvéolos con decoración plateada, el apoyabrazos central delantero era estándar, y disponía de un limpiaparabrisas trasero con rociador. Además, el Honda Smart Parking Assist System, contaba con una revisión mejorada de la configuración de la velocidad. Se realizaron mejoras en el "DIVA" y en el "Tipo G", especialmente en la parrilla delantera y los faros delanteros (luz de cruce, con mecanismo de nivelación automático). El ancho panel central negro piano se ajustaron, y al cuadro de instrumentos de tres alvéolos se le añadió una iluminación azul constante. Además, disponía de asientos deportivos especiales con retrovisores exteriores e intermitentes integrados. El año anterior habían sido equipado con el emblema del logotipo "Life" que pasó a eliminarse, con el rótulo "DIVA" desplazado de derecha a izquierda. El primero estaba equipado adicionalmente con control remoto de audio, y una cámara trasera e iluminación se podían instalar en los concesionarios a un precio asequible. También se configuró la preinstalación de un sistema de navegación. Además, debido a que se canceló la opción "PASTEL", solo se ofrecieron las variantes turbo "DIVA · Turbo Smart Style".
- 2011, 22 de agosto

El tipo "G" recibió faros de descarga avanzados "Smart Plus", luz de cruce con mecanismo de nivelación automática y rejilla frontal del color de la carrocería. Los modelos de edición especial "HID smart Special" estaban equipados con parabrisas parcialmente tintado.
- 2011, 28 de noviembre

El "DIVA" recibió unas llantas de aleación de 14 pulgadas, aire acondicionado totalmente automático y un sistema de llave inteligente Honda. La perilla de cambio y las manijas interiores estaban cromadas, y los pulsadores, y las salidas del aire acondicionado se diseñaron especialmente. La serie "Smart Special" se lanzó el 22 de diciembre.

### Honda Zest

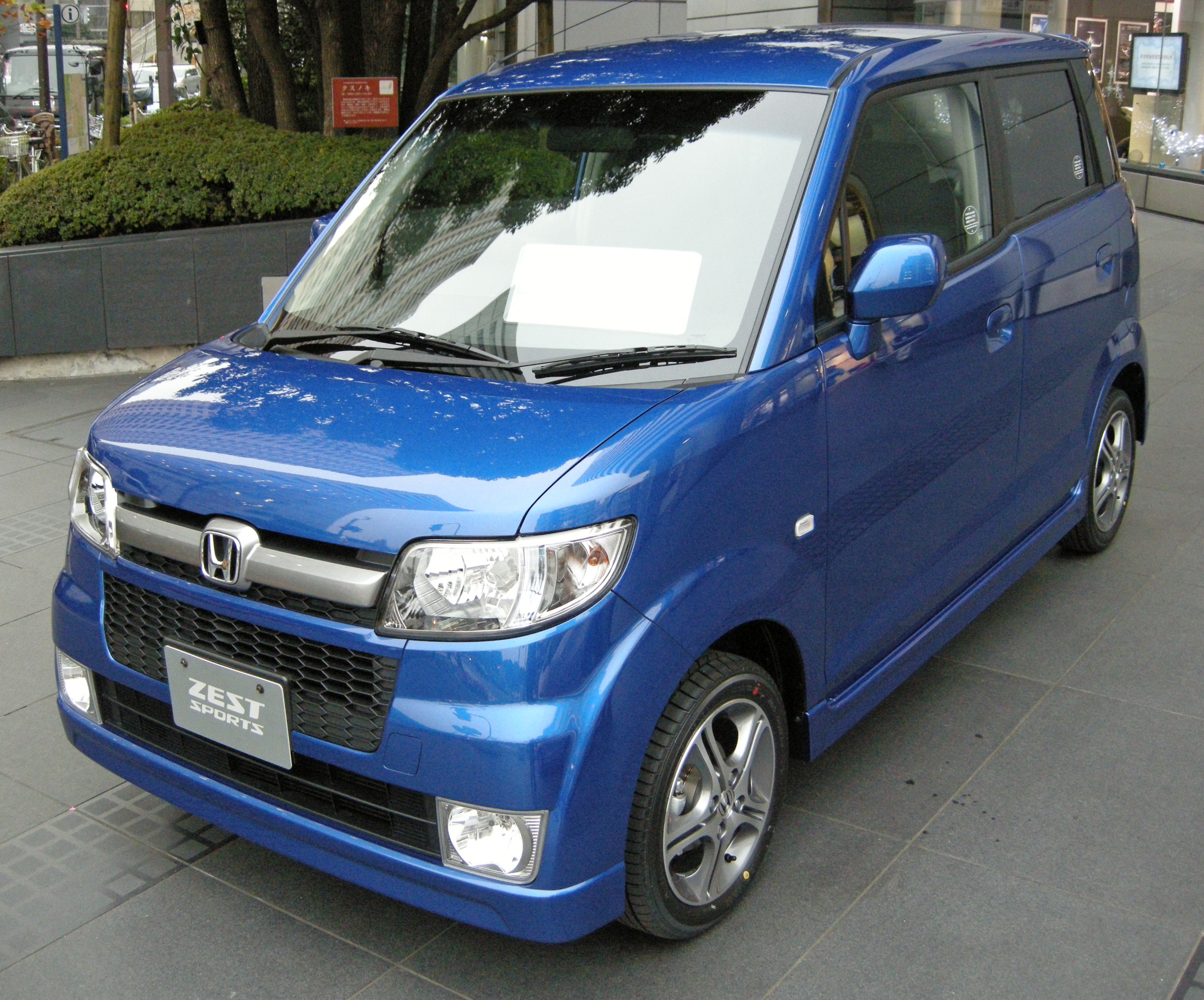
Honda Zest Sports

El Honda Zest es un kei car construido entre 2006 y 2012, mecánicamente idéntico al Honda Life de quinta generación. Venía equipado con un motor turboalimentado de tres cilindros y carrocería de 5 puertas. Fue uno de los primeros coches kei disponibles con airbags laterales de cortina opcionales. Estaba disponible en dos versiones distintas: Zest y Zest Sports. En otoño/invierno de 2008, el Zest Sports fue reemplazado por el Zest Spark.

## Mercado chino (GR; 2020)

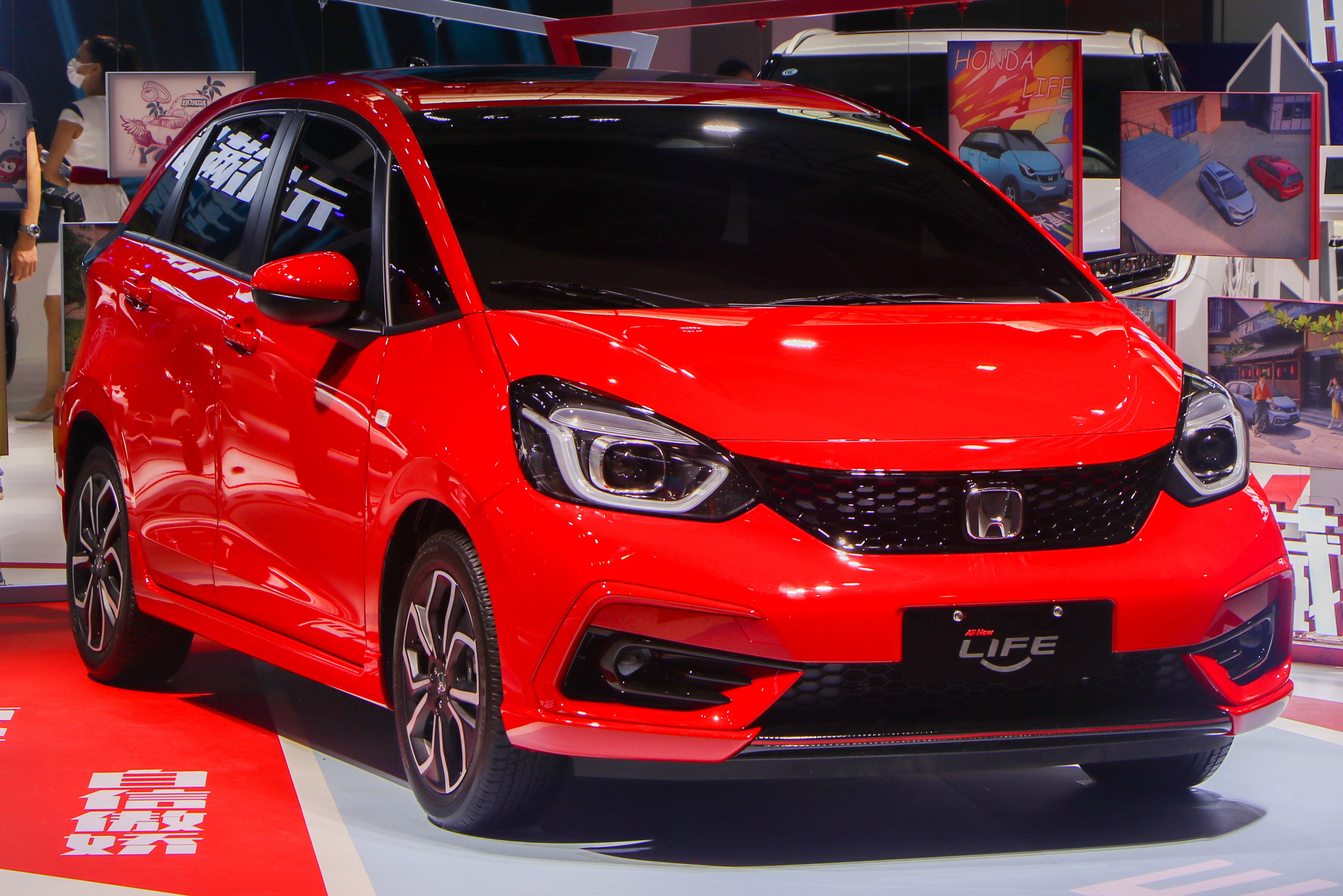
Honda Life (GR)

La placa de identificación Life también se utiliza en la versión producida por Dongfeng Honda de la cuarta generación del Honda Fit para el mercado chino. Presentado en 2020, las pequeñas diferencias entre el Fit y el Life son los diseños del parachoques delantero y el color del tinte de las luces traseras (el Life tiene un tinte claro ahumado).